# Say Yes!
Say Yes! ist eine US-amerikanische Filmkomödie aus dem Jahr 1986. Der Film ist auch unter dem Titel Keine Kohle ohne Braut bekannt.

## Handlung
Der Konzertpianist Luke lebt ein ausschweifendes Leben ohne feste Freundin oder Frau. Sein verstorbener Großvater vererbt ihm sein Millionenvermögen, sofern er noch vor seinem 35. Geburtstag heiratet. Unglücklicherweise hat Luke nur noch einen Tag vor sich und die richtige Dame scheint sich nicht finden zu lassen. Also kommt er zumindest auf die Idee die Hochzeit auf See zu verlegen, um dank der Zeitverschiebung eine Stunde mehr Zeit zu haben, seine Hochzeit durchzuführen.

## Kritik
„Turbulente Komödie ohne sonderlich originelle Einfälle.“

„Müde Witze zur Nachtzeit. Schlafen gehen!“

## Veröffentlichung
Der Film startete am 12. Juni 1986 in den US-Kinos und ist in Deutschland seit dem 15. Mai 1988 auf VHS erhältlich.